# Bogdan Rycerski
Bogdan Adam Rycerski (ur. 6 grudnia 1971 w Wohyniu) – polski dowódca wojskowy; generał dywizji Wojska Polskiego, dowódca 15 Brygady Zmechanizowanej (2020–2021), od 29 czerwca 2022 szef sztabu Wielonarodowego Korpusu Północny – Wschód. 

## Przebieg służby wojskowej
Bogdan Rycerski studia wojskowe rozpoczął we wrześniu 1991 jako podchorąży Wyższej Szkoły Oficerskiej Wojsk Zmechanizowanych we Wrocławiu. W 1995 roku ukończył Wyższą Szkołę Oficerską im. Tadeusza Kościuszki, w sierpniu tego roku promowany na pierwszy stopień oficerski – podporucznika. Służbę zawodową rozpoczął w październiku 1995 na stanowisku dowódcy plutonu, a następnie dowódcy kompanii czołgów w 4 Suwalskiej Brygadzie Kawalerii Pancernej w Orzyszu. Od 2000 do 2002 dowódca kompanii w 15 Brygadzie Zmechanizowanej w Giżycku. W latach 2002–2004 ukończył studia magisterskie na Wydziale Zarządzania i Dowodzenia w Akademii Obrony Narodowej. W 2004 został skierowany do Świętoszowa, gdzie objął funkcję zastępcy dowódcy 1 batalionu czołgów w 10 Brygadzie Kawalerii Pancernej, a następnie w kwietniu 2006 został wyznaczony na stanowisko szefa sekcji operacyjnej brygady do 2010. W międzyczasie w 2007 pełnił służbę w ramach VIII zmiany PKW Irak z funkcją szefa wydziału INFOOPS MND-CS. W 2008 ukończył kurs kandydatów na dowódców batalionów w AON.
W 2010 został skierowany ze Świętoszowa do Żagania na stanowisko dowódcy batalionu czołgów w 34 Brygadzie Kawalerii Pancernej. W latach 2010–2011 pełnił służbę w ramach VIII zmiany w PKW Afganistanie na stanowisku zastępcy szefa sztabu ds. operacyjnych DCOS OPS. W 2011 objął stanowisko dowódcy batalionu czołgów w 10 BKPanc, a następnie w lutym 2012 otrzymał nominację na szefa sztabu brygady. W latach 2013–2014 sprawował obowiązki służbowe poza granicami kraju w ramach XIV zmiany PKW Afganistan na stanowisku zastępcy dowódcy kontyngentu – szefa sztabu. W latach 2015–2016 ukończył Wyższy Kurs Operacyjno-Strategiczny oraz studia podyplomowe na Wydziale Zarządzania i Dowodzenia w AON. 23 maja 2017 został skierowany został do Giżycka, gdzie 2 czerwca 2017 objął funkcję zastępcy dowódcy 15 Brygadzie Zmechanizowanej. 25 sierpnia 2017 w Bemowie Piskim współuczestniczył w przygotowaniu wizyty sekretarza generalnego NATO Jensa Stoltenberga i ministra obrony narodowej Antoniego Macierewicza, zorganizował także briefing dowódcy Batalionowej Grupy Bojowej (BGB) NATO ppłk. Christophera L’Heureuxa, poświęcony funkcjonowaniu BGB rozlokowanej w Polsce. Od 27 lipca 2018 czasowo pełnił obowiązki dowódcy brygady. 
9 sierpnia 2018 przekazał obowiązki dowódcy 15 GBZ płk. Norbertowi Iwanowskiemu. 15 listopada 2019 przejął czasowe pełnienie obowiązków dowódcy 15 Giżyckiej Brygady Zmechanizowanej. 12 marca 2020 w Warszawie sekretarz stanu w MON Wojciech Skurkiewicz w imieniu ministra obrony narodowej wręczył mu nominację na nowe stanowisko służbowe dowódcy 15 Giżyckiej Brygady Zmechanizowanej z dniem objęcia stanowiska dowódcy brygady 20 marca 2020. W dniach 19–23 czerwca 2020 kierował ćwiczeniem „Bull Run-12” przeprowadzonym w pobliżu Przesmyku Suwalskiego.
15 sierpnia 2020 prezydent RP Andrzeja Duda mianował go na stopień generała brygady. W dniach 15–16 maja 2021 w Bemowie Piskim był organizatorem Mistrzostw Polski Long Range w strzelaniu długodystansowym środowisk służb mundurowych i sportowych. 3 listopada 2021 został wyznaczony na zastępcę szefa sztabu ds. zabezpieczenia Wielonarodowego Korpusu Północny – Wschód w Szczecinie. 29 czerwca 2022 minister obrony narodowej Mariusz Błaszczak wyznaczył go na stanowisko szefa sztabu Wielonarodowego Korpusu Północno-Wschodniego z dniem 1 lipca 2022. 
Interesuje się modelarstwem i pasjonuje sportem – rajdy ekstremalne, biegi górskie i biegi na orientacje. 14 sierpnia 2024 prezydent RP Andrzeja Duda mianował go na stopień generała dywizji. Z dniem 30 września 2024 objął obowiązki dowódcy Centrum Szkolenia Sił Połączonych NATO (JFTC) w Bydgoszczy.

## Awanse
- podporucznik – 1995[3]

(...)
- generał brygady – 14 sierpnia 2020[19]
- generał dywizji – 14 sierpnia 2024[20]

## Odznaczenia
W ponad 30 letniej służbie wojskowej był wyróżniany i odznaczany:

- Wojskowy Krzyż Zasługi z Mieczami – 2014[1]
- Gwiazda Iraku – 2007
- Gwiazda Afganistanu – 2011
- Bronze Star – 2014
- Srebrny Medal „Za zasługi dla obronności kraju” – 2007
- Brązowy Medal „Za zasługi dla obronności kraju” – 2018
- Brązowy Medal „Siły Zbrojne w Służbie Ojczyzny” – 2005
- Medal NATO za misję ISAF – dwukrotnie: 2011 oraz 2014
- Szabla Honorowa od dowódcy 10 BKPanc - 2010[5]
- Buzdygan Honorowy - 2020[19]
- Odznaka Honorowa Wojsk Lądowych
- Odznaka Skoczka Spadochronowego Wojsk Powietrznodesantowych – 1994
- Złota Wojskowa Odznaka Sprawności Fizycznej
- tytuł „Sportowiec Roku” – 2020[21]
- Odznaka pamiątkowa 15 Brygady Zmechanizowanej – 2017 (ex officio)
- Odznaka pamiątkowa Wielonarodowego Korpusu Północny – Wschód – 2022 (ex officio)

i inne